# Quintalia flosculus
Quintalia flosculus foi uma espécie de gastrópodes da família Helicarionidae.
Foi endémica da Ilha Norfolk.